# Nagy Gábor (tanár)
Nagy Gábor (Szentgyörgyvár, 1758. január 25. – Pest, 1809. november 18.) a bölcselkedés és teológia doktora, egyetemi teológiai tanár.

## Élete
Tanult Kőszegen és Győrött, a bölcseletet a budai egyetemen, a teológiát Rómában tanulta, ahol felavatták teológiai doktorrá. 1783-ban Paviában kánonjogi doktor lett. 1782. január 5-én szentelték pappá. 1783. július 4-étől káplán volt Kőszegen, 1786 januárjától sztszéki jegyző, 1789. február 11-étől lenti plébános. 1790 őszén a plébánosi teendői ellátása mellett teológiát tanított Szombathelyen, majd 1792-től csak plébánosként működött. 1802-től újból teológiai tanár volt, majd 1805. szeptember 3-ától a pesti egyetemen a lelkipásztorkodást és ékesszólást tanította.

## Munkái
- Kettős boldogsága István első szent és apostoli magyar király országlásának, mellyet az alatta valóknak az Istenhez és a fejedelemhez való hívségben lenni hirdetett… Bécsben a tiszt. kapuczinus atyák templomában király napján. 1797. Bécs.
- Öröm napi beszéd mellyet Némethy Imre első remete szent Pál szerzetebéli ötvenes áldozó papnak első miséje meg ujjétásakor mondott… Szombathelyen a Domonkos szerzetesek templomában Kis-asszony havának 24. 1800. Szombathely.
- Az egyházi rend szentségének három fő tulajdoni, mellyeket tiszt. Horváth János áldozó papnak első szent mise áldozattya alkalmatosságával élő nyelven hirdetett 1801. pünkösd után 19. vasárnapon. Zágráb.
- Halotti beszéd melyet Harrasi gróf Herzán Ferentznek… hamvai felett élő nyelvel mondott a midőn a boldogultnak árva-megyéje Boldog asszony havának 8. napján 1804. eszt. fő-pásztorának a halotti vég-tiszteletet gyászos készületek közt meg tette. Zágráb.
- Egyház-napi bé-iktató beszéd mellyel… Nemphtiben a Sz. Mihály arkangyalnak neve alatt fenálló plébánia templomban t. Mészáros Pált a nemphti plébániába, maga helyett bé léptette Kis-asszony havának 29. napján. 1807. eszt. Zágráb.
- A gúnyoló. Irta N(agy) G(ábor) p(esti) k(irályi) t(udományok) m(indenségében) t(anító). Költemény. Hely és év n.